# IEEE 1164
IEEE 1164 표준은 VHDL 하드웨어 기술 방식에서 논리값의 단일 표현을 지원하는 선언을 포함하는 패키지 설계 단위를 정의한다. 전기 전자 기술자 협회(IEEE)의 설계 자동화 표준 위원회의 후원을 받았다. 이 표준에 대한 표준화 노력은 시높시스 MVL-9 타입 선언의 기증에서 시작되었다. 

## 같이 보기
- IEEE 1364